# Luxia Arrabiosa

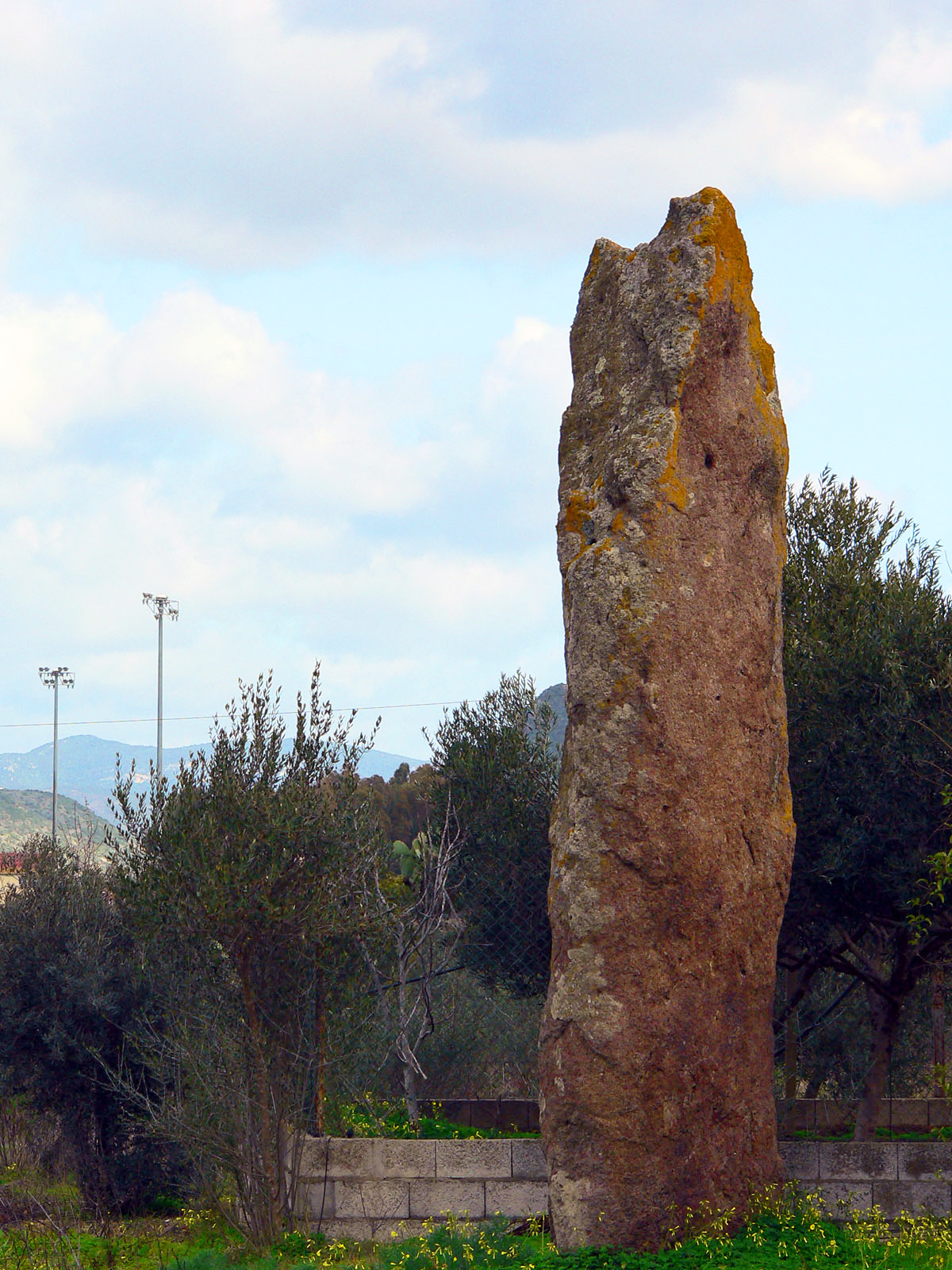
Luxia Arrabiosa

Der Menhir Luxia Arrabiosa, auch Menhir von Terrazzu genannt, ist ein Menhir in Terrazzu, etwa 1,0 km südlich von  Villaperuccio, östlich der Via Santa Lucia, die Terrazzu mit Villaperuccio verbindet, in der Provinz Sud Sardegna auf Sardinien.
Er ist mit etwa 5,0 m Höhe der zweitgrößte (nach dem Curru Tundu) Menhir der Insel und wurde wahrscheinlich durch Blitzeinschlag abgebrochen.
In der Nähe liegen die Domus de Janas von Montessu, einige prähistorische Felsnekropolen, die Tropfsteinhöhle Grotte Is Zuddas und die punische Nekropole Pani Loriga.
Der Name Luxia Arrabiosa („die Furie Lucia“) leitet sich von einer Legende ab. In Morgongiori, in der Provinz Oristano, befindet sich in der „Area archeologica di Prabanta“ ein Komplex der „Domus de janas Sa forra'e su stabi de Luxia arrabiosa“ genannt wird.